# Asterisms
Asterisms es el tercer álbum de estudio del músico estadounidense Sean Lennon publicado el 16 de febrero de 2024 por la compañía discográfica Tzadik Records. Es el primer álbum en solitario de Lennon en ser lanzado desde Friendly Fire del 2006. El álbum cuenta con la participación de varios artistas, entre ellos se encuentran Yuka Honda, Devin Hoff, Johnny Mathar y Joao Nogueira.

## Trasfondo
Lennon compuso inicialmente la música del álbum para una semana de conciertos en The Stone, el local neoyorquino de John Zorn, del 5 al 8 de octubre de 2022 acompañado del baterista Ches Smith, el bajista/guitarrista Devin Hoff, los teclistas Yuka Honda y Joao Nogueira, el guitarrista Julian Lage y el trompetista Michael Leonhart de Steely Dan.
Lennon, ya había desarrollado música experimental en el pasado con su madre y había hecho música ondulante como esta en jams-prog con The Claypool Lennon Delirium junto a Les Claypool de Primus y el teclista Joao Nogueira, así como bandas sonoras para cine Indie.

## Lista de canciones
Todas las canciones están escritas por Sean Lennon.

| N.º   | Título          | Escritor(es) | Duración |  |
| 1.    | «Starwater»     | Sean Lennon  | 7:58     |  |
| 2.    | «Thinking of M» | Sean Lennon  | 4:45     |  |
| 3.    | «Acidalia»      | Sean Lennon  | 7:02     |  |
| 4.    | «Asterisms»     | Sean Lennon  | 11:06    |  |
| 5.    | «Heliopause»    | Sean Lennon  | 6:18     |  |
| 37:10 |                 |              |          |  |

## Personal
- Sean Lennon: guitarra, minimoog
- Divon Hoff: bajo
- Yuka Honda: electrónica
- Johnny Matha: batería
- Joao Nogueira: piano eléctrico
- Ches Smith: batería
- Michael Leonhart: trompeta
- Mauro Refosco: percusiones